# 青岛邮电博物馆
青岛邮电博物馆位于中华人民共和国山东省青岛市市南区安徽路5号胶澳皇家邮政局旧址楼内，为中国联通青岛分公司运营的一家半公益邮电主题博物馆，2010年开馆。

## 历史
青岛邮电博物馆所在的胶澳皇家邮政局旧址建成于1901年，自建成起至1990年代末始终为邮电机构所使用。2009年，该楼的产权单位中国联通青岛分公司整修该楼并设立青岛邮电博物馆，2010年11月21日正式对外开放。2013年1月，邮电博物馆闭馆，据联通工作人员称闭馆原因在于该公司属上市公司，根据规定不得经营与主业无关的业务。经调整后又于2014年5月18日重新开馆。该馆曾为2015-2019年全国科普教育基地，并于2016年4月被中国科协评为2015年度全国科普教育基地科普信息化工作优秀基地。2019年10月18日，该馆入选中央企业工业文化遗产（信息通信行业）名录。

## 馆内概况

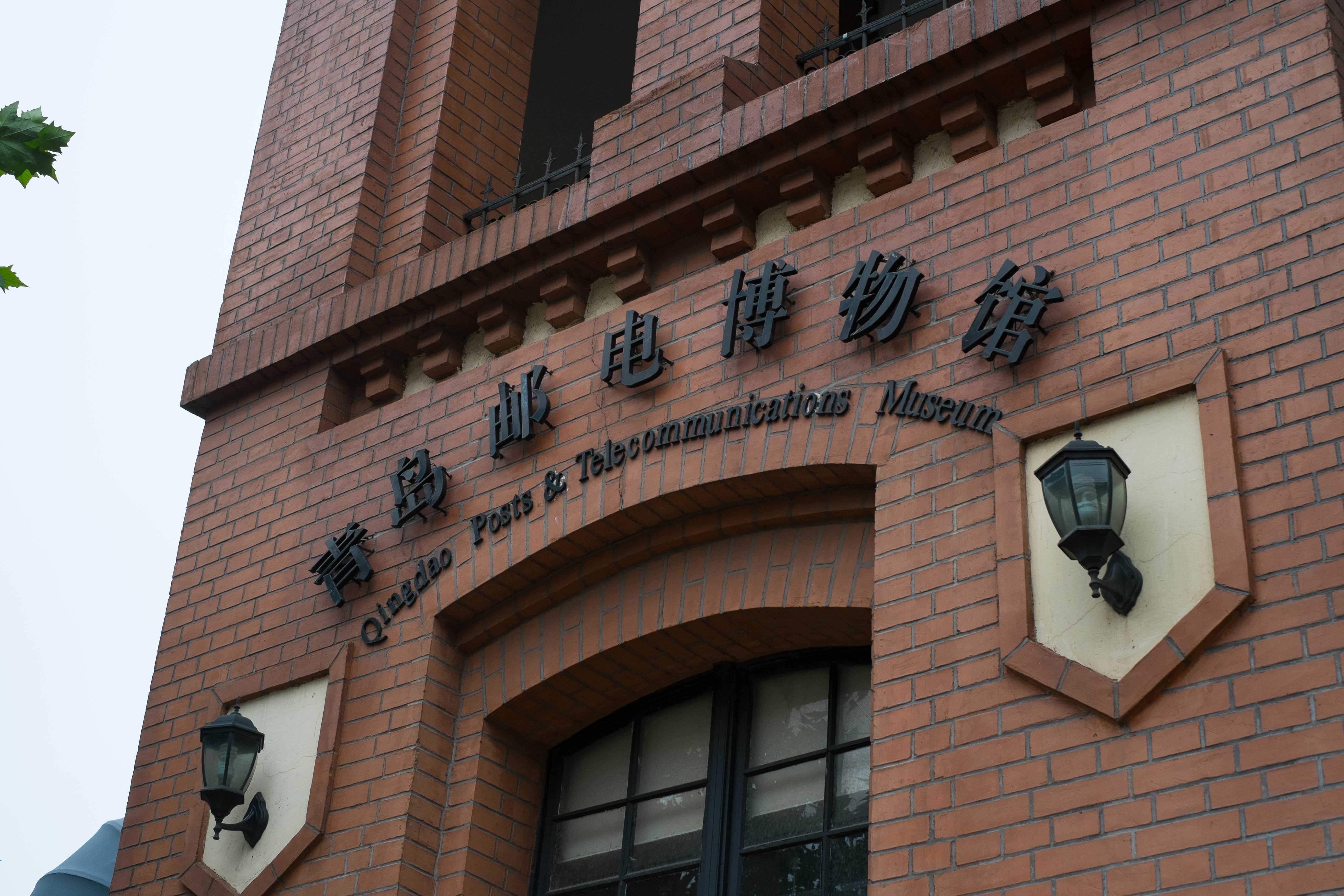
青岛邮电博物馆门头

青岛邮电博物馆位于胶澳皇家邮政局旧址一层、二层，占地面积2500平方米，馆内展陈面积1400平方米。一楼为接待大厅、古董电话墙、胶澳1901慢递、纪念品商店，可提供“慢递”服务。二楼为主展厅，分为古代通信厅、近代通信厅、德占时期通信厅、日占时期通信厅、民国时期通信厅等展览厅，管内展陈分为“风云变幻”、“曲折发展”、“红色记忆”、“焕然新生”四大部分，以实物藏品和图片介绍古代、近代通信方式发展，及青岛市自十九世纪末至今的邮电通信历史。馆内藏有文物展品约1000余件，历史图片2000余张，藏品有1905年爱立信壁挂式磁石电话机、1920年代法国制双听筒电话、20世纪初中国邮政邮路舆图、军用步话机、电报电话一体机等。四楼（阁楼）为塔楼1901厅，原用于展示青岛艺术家、摄影家作品，并设有咖啡厅，2016年改由青岛日报报业集团旗下的良友书坊经营。

## 参观信息
青岛邮电博物馆5月至10月（旺季）09:30至18:00开放，7月至8月暑期营业时间延长至19:00至20:00，11月至4月（淡季）10:00至17:00开放。6月25日至10月6日期间需购票参观，10月7日至次年6月24日期间免费开放。此外该馆定期向青岛市中小学生免费开放。